# Rosemarie Künzler-Behncke
Rosemarie Künzler-Behncke (* 27. Februar 1926 in Dessau; † 3. Juli 2021) war eine deutsche Schriftstellerin. 

## Leben
Rosemarie Künzler-Behncke studierte in Rom und Frankfurt am Main. 1959 promovierte sie an der Universität Frankfurt mit einer Arbeit aus dem Bereich der Geografie zur Doktorin der Philosophie. Anschließend war sie als wissenschaftliche Assistentin tätig. Ab den 1970ern war sie freie Schriftstellerin und lebte in München.
Rosemarie Künzler-Behncke war die Verfasserin eines sehr umfangreichen Werks, das vorwiegend aus Texten zu Bilderbüchern für Kleinkinder besteht.

## Bibliografie

### Kinder- und Jugendliteratur

#### Bilderbücher
- Neue Tiergeschichten in Schreibschrift, München [u. a.] 1970
- Nüsse vom Purzelbaum, München [u. a.] 1970
- Der Lokführer Wendelin, Donauwörth 1971
- Hannes und die Zaubermütze, Donauwörth 1973
- Nie wieder umziehen, Donauwörth 1975
- Kai und der Kwinkwonk, Oldenburg [u. a.] 1976
- Besuch im anderen Jahrhundert, Donauwörth 1978
- Nur eine Woche, Donauwörth 1980
- Alle Tage ist was los!, Oldenburg [u. a.] 1981
- Ganz andere Ferien, Donauwörth 1981
- Simon Siebenschläfer, München [u. a.] 1982
- Eine Freundin wie Pauline, Donauwörth 1985
- Markus möchte alles wissen, Donauwörth 1986
- Jakob und der Strichmann, Illustrationen: Jule Ehlers-Juhle, Hildesheim 1987
- Philipp, spinnst du?, Würzburg 1987
- Murmeline und Murmel, München 1990
- Drachenflug und Lichterspiel, Illustrationen: Klaus W. Hoffmann, Düsseldorf 1991
- Florentine flunkert, München 1991
- Die kleine grüne Tomate, Illustrationen: Ingrid Kellner, München 1991
- Narrentanz und Hexenreigen, Illustrationen: Klaus W. Hoffmann, Düsseldorf 1991
- Hendrik und Hanne, Illustrationen: Ingrid Kellner, Ravensburg 1992
- Jella Schnipp Schnapp, Illustrationen: Ingrid Kellner, München 1992
- Jonas Anderswo, Illustrationen: Ingrid Kellner, München 1992
- Jule findet Freunde, Wien 1993
- Laß doch den Mumpitz, Erlangen 1993
- Laura legt los, Illustrationen: Annegret Ritter, München 1993
- Was Wilma wissen will, Illustrationen: Heinz Ortner, Oldenburg 1993
- Ich bin schon groß, Illustrationen: Julia Wittkamp, Ravensburg 1994
- Ein Osterei für den kleinen Hasen, Illustrationen: Dorothea Desmarowitz, Ravensburg 1994
- Wenn ich dich nicht hätte, Düsseldorf 1994
- Die Zwerge im Schweckhäuserberge und andere Sagen aus ganz Deutschland von Wichteln, Kobolden & Co., Illustrationen: Klaus W. Hoffmann, Würzburg 1994
- Der kleine Dachs macht eine Reise, Illustrationen: Leontine Schmidt, Ravensburg 1995
- Wer will schon ein Zwilling sein, Wien 1995
- Zwei kleine Nikoläuse, Illustrationen: Dorothea Desmarowitz, Ravensburg 1995
- Braver Bertram – wilde Winni, Illustrationen: Helmut Kollars, Wien [u. a.] 1996
- Molle Plumpsack, Illustrationen: Andrea Räder, München 1996
- Spiel mit Käpt’n Blaubär, Illustrationen: Matthias Siebert, Ravensburg 1996
- Wickis Wackelzahn, Illustrationen: Margret Lochner, München 1996
- Beim Kinderarzt, Ravensburg 1997
- Die kleine Maus auf dem Bauernhof, Illustrationen: Siglint Kessler, Ravensburg 1997
- Meine ersten Gutenacht-Geschichten, Illustrationen: Marlis Scharff-Kniemeyer, Ravensburg 1997
- Oma Guste ist die Beste, Wien 1997
- Wer kommt mit in den Kindergarten?, Illustrationen: Lieve Baeten, Ravensburg 1997
- Eine Brille für Ille, Illustrationen: Ruth Scholte van Mast, Wien [u. a.] 1998
- Drei ganz dicke Freunde, Illustrationen: Eva Czerwenka, Ravensburg 1998
- Heute habe ich Geburtstag, Illustrationen: Lieve Baeten, Ravensburg 1998
- Jonas geht in die Schule, Illustrationen: Dagmar Geisler, Ravensburg 1998
- Mein erstes Dreirad, Illustrationen: Zora, Ravensburg 1998
- Mit Leo und Pauline auf dem Bauernhof, Illustrationen: Clara Suetens, Ravensburg 1998
- Mit Mama beim Zahnarzt, Illustrationen: Clara Suetens, Ravensburg 1998
- Mit Papa in der Stadt, Illustrationen: Roser Rius, Ravensburg 1998
- Mit Tommi im Kindergarten, Illustrationen: Roser Rius, Ravensburg 1998
- Wenn ich erst mal groß bin, Illustrationen: Neil Reed, Esslingen [u. a.] 1998
- Zu Besuch bei Oma und Opa, Illustrationen: Zora, Ravensburg 1998
- Ab ins Bett und gute Nacht, Illustrationen: Uli Waas, Ravensburg 1999
- Gute Nacht – schlaf gut, Illustrationen: Constanza Droop, Ravensburg 1999
- Der kleine Biber feiert Weihnachten, Illustrationen: Christine Georg, Ravensburg 1999
- Der kleine Hase kommt bald in die Schule, Illustrationen: Dagmar Geisler, Ravensburg 1999
- Laterne, Laterne, Illustrationen: Dagmar Geisler, Ravensburg 1999
- Meine ersten Tiergeschichten, Illustrationen: Gerda Muller, Ravensburg 1999
- Meine ersten Weihnachtsgeschichten, Illustrationen: Zora, Ravensburg 1999
- Simon will auch in die Schule, Wien [u. a.] 1999 (Illustrationen: Sabine Kraushaar)
- Achtung, hier kommt Benni!, Wien [u. a.] 2000 (Illustrationen: Sabine Kraushaar)
- 1 – 2 – 3 und noch ein Ei, Ravensburg 2000 (Illustrationen: Angela Wiesner)
- Die fröhliche Winterhexe und andere Weihnachtsgeschichten, München 2000
- Fühl mal den kleinen Hund, Ravensburg 2000 (Illustrationen: Kristina Steffens)
- Fühl mal die kleine Ente, Ravensburg 2000 (Illustrationen: Kristina Steffens)
- Gute Nacht, mein Mäuschen, Ravensburg 2000 (Illustrationen: Marlies Scharff-Kniemayer)
- Kennst du diese Tierkinder?, Ravensburg 2000 (Illustrationen: Amrei Fechner)
- Der kleine Hase beim Arzt, Ravensburg 2000 (Illustrationen: Antje Flad)
- Der kleine Hase im Kindergarten, Ravensburg 2000 (Illustrationen: Antje Flad)
- Meine liebsten Geschichten vom Bauernhof, Ravensburg 2000 (Illustrationen: Wolfgang Metzger)
- Tim und Tilli, die Zwergenkinder, Freiburg [u. a.] 2000 (Illustrationen: Sabine Lohf)
- Fanny und der Lügen-Löwe, Wien [u. a.] 2001 (Illustrationen: Uli Gleis)
- Ich mag dich doch!, Ravensburg 2001 (Illustrationen: Ruth Scholte van Mast)
- Komm kuscheln, kleiner Bär, Ravensburg 2001 (Illustrationen: Christine Georg)
- Loni und ihr Töpfchen, Wien [u. a.] 2001 (Illustrationen: Sabine Kraushaar)
- Osterhase und Ostermaus, Ravensburg 2001 (Illustrationen: Angela Wiesner)
- Bei den kleinen Tieren, Ravensburg 2002 (Illustrationen: Irmgard Eberhard)
- Es war mal eine Maus ..., Ravensburg 2002 (Illustrationen: Ana Weller)
- Kikeriki! kräht der Hahn, Ravensburg 2002 (Illustrationen: Anne-Marie Frisque)
- Die kleine Weihnachtsmaus ..., Ravensburg 2002 (Illustrationen: Ana Weller)
- Komm, wir spielen mit der Uhr!, Ravensburg 2002 (Illustrationen: Hans-Günther Döring)
- Mach dir nichts draus, kleine Maus!, Freiburg [u. a.] 2002 (Illustrationen: Anne Ebert)
- Mein erstes Uhren-Buch, Ravensburg 2002 (Illustrationen: Sigrid Büsch)
- Montag, Dienstag ... Hexentag!, Illustrationen: Zora, Ravensburg 2002
- Neue Freunde für den kleinen Biber, Ravensburg 2002 (Illustrationen: Christine Georg)
- Paulchen geht in die Spielgruppe, Illustrationen: Zora, Ravensburg 2002
- Paulchen geht ins Bett, Illustrationen: Zora, Ravensburg 2002
- Paulchen muss aufs Töpfchen, Illustrationen: Zora, Ravensburg 2002
- Paulchen will seinen Schnuller, Illustrationen: Zora, Ravensburg 2002
- Die schönsten Geschichten zur Weihnachtszeit, München 2002 (Illustrationen: Ulrike Kaup und Sabine Rahn)
- Viel Spaß mit Timmi, Ravensburg 2002 (Illustrationen: Georgia)
- Willi Wutz & Gitti Gax gehen durch dick & dünn, Ravensburg 2002 (Illustrationen: Anne Grenadine)
- Erste Bildergeschichten von kleinen Tieren, Ravensburg 2003 (Illustrationen: Amrei Fechner)
- Frohe Ostern!, Ravensburg 2003 (Illustrationen: Bine Brändle)
- Glück gehabt, kleine Maus!, Ravensburg 2003 (Illustrationen: Wolfgang de Haën)
- Gute Fahrt!, Ravensburg 2003 (Illustrationen: Klaus Bliesener)
- Gute Nacht!, Ravensburg 2003 (Illustrationen: Ana Weller)
- Gute Nacht, kleine Katzen!, Ravensburg 2003 (Illustrationen: Sara Ball)
- Guten Abend, gute Nacht, Ravensburg 2003 (Illustrationen: Ulrike Mühlhoff)
- Ich hab dich sehr, sehr lieb, Ravensburg 2003 (Illustrationen: Katja Senner)
- Ich mag alle Tiere, Ravensburg 2003 (Illustrationen: Kristina Steffens)
- Kleine Katze, wie geht es dir?, Ravensburg 2003 (Illustrationen: Sara Ball)
- Komm her, kleiner Nasenbär!, Ravensburg 2003 (Illustrationen: Monika Neubacher-Fesser)
- Lilalu, nun träum auch du, Ravensburg 2003 (Illustrationen: Constanza Droop)
- Mein erster Märchenschatz, Ravensburg 2003 (Illustrationen: Constanza Droop)
- Meine ersten Kasperlegeschichten, Illustrationen: Zora, München 2003
- Meine ersten Sandmännchengeschichten, Ravensburg 2003 (Illustrationen: Susanne Szesny)
- Meine ersten Weihnachtsgeschichten, Illustrationen: Zora, Ravensburg 2003
- Paulchen feiert Geburtstag, Illustrationen: Zora, Ravensburg 2003
- Paulchen putzt Zähne, Illustrationen: Zora, Ravensburg 2003
- Schau, mein Bagger!, Illustrationen: Zora, Ravensburg 2003
- Schau, mein Feuerwehrauto!, Ravensburg 2003 (Illustrationen: Wolfgang Metzger)
- Schau, mein Müllauto!, Ravensburg 2003 (Illustrationen: Wolfgang Metzger)
- Schau, meine Eisenbahn!, Ravensburg 2003 (Illustrationen: Wolfgang Metzger)
- Was macht Mimo?, München 2003 (Illustrationen: Kyrima Trapp)
- Weihnachtstraum auf acht Pfoten, Ravensburg 2003 (Illustrationen: Helga Spieß)
- Wir spielen im Sandkasten, Ravensburg 2003 (Illustrationen: Ruth Scholte van Mast)
- Wo bist du, lieber Gott?, Ravensburg 2003 (Illustrationen: Ulises Wensell)
- Alle sind unterwegs, Ravensburg 2004 (Illustrationen: Peter Nieländer)
- Alles dreht sich, alles rollt!, Ravensburg 2004 (Illustrationen: Klaus Bliesener)
- Auf dem Weihnachtsmarkt, Illustrationen: Zora, Ravensburg 2004
- Erzähl mir was, lieber Bär!, Ravensburg 2004 (Illustrationen: Katja Senner)
- Frohe Weihnachten, Illustrationen: Zora, Ravensburg 2004
- Hereinspaziert!, Ravensburg 2004 (Illustrationen: Kerstin M. Schuld)
- Hoppla, kleiner Teddy!, Ravensburg 2004 (Illustrationen: Monika Neubacher-Fesser)
- In der Nacht, Ravensburg 2004 (Illustrationen: Kerstin M. Schuld)
- Die kleinen Enten entdecken den Mond, Ravensburg 2004 (Illustrationen: Ulises Wensell)
- Komm mit auf die Baustelle, Ravensburg 2004 (Illustrationen: Kerstin M. Schuld)
- Loni und ihre Kuscheldecke, Wien [u. a.] 2004 (Illustrationen: Sabine Kraushaar)
- Meine Arche Noah, München 2004 (Illustrationen: Pieter Kunstreich)
- Meine ersten Kindergartengeschichten, Ravensburg 2004 (Illustrationen: Clara Suetens)
- Miau, miau, kleine Katze!, Ravensburg 2004 (Illustrationen: Monika Neubacher-Fesser)
- Plitsch, platsch, kleine Ente!, Ravensburg 2004 (Illustrationen: Monika Neubacher-Fesser)
- Pssst, wer ist denn da?, Ravensburg 2004 (Illustrationen: Kerstin M. Schuld)
- Schlaf schön, kleiner Mond!, Ravensburg 2004 (Illustrationen: Monika Neubacher-Fesser)
- Viele, viele Tiere, Ravensburg 2004 (Illustrationen: Amrei Fechner)
- Weihnachten im Winterwald, Illustrationen: Zora, Ravensburg 2004
- Achtung! Polizei!, Ravensburg 2005 (Illustrationen: Kerstin M. Schuld)
- Die Bremer Stadtmusikanten, Ravensburg 2005 (Illustrationen: Petra Probst)
- Eins – zwei – drei, kleine Hexe, flieg herbei!, Illustrationen: Betina Gotzen-Beek, Ravensburg 2005
- Erzähl mir was!, Ravensburg 2005 (Illustrationen: Gerda Muller und Susanne Szesny)
- Es war einmal ..., Ravensburg 2005 (Illustrationen: Marlis Scharff-Kniemeyer)
- Der Froschkönig, Ravensburg 2005 (Illustrationen: Petra Probst)
- Hurra! Das Müllauto!, Ravensburg 2005 (Illustrationen: Kerstin M. Schuld)
- Ich schenk dir einen Stern, München 2005 (Illustrationen: Martina Schloßmacher)
- Land in Sicht, kleiner Pirat!, Ravensburg 2005 (Illustrationen: Susanne Szesny)
- Meine ersten Geschwister-Geschichten, Ravensburg 2005 (Illustrationen: Regine Altegoer)
- Montag, Dienstag ... Wichteltag!, Ravensburg 2005 (Illustrationen: Clara Suetens)
- 99 Osterhasen tanzen auf dem grünen Rasen, München [u. a.] 2005 (Illustrationen: Monika Hehle)
- Rotkäppchen, Ravensburg 2005 (Illustrationen: Petra Probst)
- Das Sandmännchen ist da!, Ravensburg 2005 (Illustrationen: Susanne Szesny)
- Schau, mein Betonmischer!, Ravensburg 2005 (Illustrationen: Peter Nieländer)
- Schau, mein Hubschrauber!, Ravensburg 2005 (Illustrationen: Peter Nieländer)
- Schau, mein Polizeiauto!, Ravensburg 2005 (Illustrationen: Peter Nieländer)
- Schau, mein Traktor!, Ravensburg 2005 (Illustrationen: Peter Nieländer)
- Schneewittchen, Ravensburg 2005 (Illustrationen: Petra Probst)
- Tatü-tata! Die Feuerwehr, Ravensburg 2005 (Illustrationen: Kerstin M. Schuld)
- Unsere liebsten Tierkinder, Ravensburg 2005 (Illustrationen: Amrei Fechner)
- Vorsicht! Baustelle!, Ravensburg 2005 (Illustrationen: Kerstin M. Schuld)
- Die Warum-warum-warum-Geschichte, Wien [u. a.] 2005 (Illustrationen: Sabine Kraushaar)
- Was macht der Traktor?, Ravensburg 2005 (Illustrationen: Monika Neubacher-Fesser)
- Was mag das Kätzchen?, Ravensburg 2005 (Illustrationen: Monika Neubacher-Fesser)
- Was passiert auf dem Bauernhof?, Ravensburg 2005 (Illustrationen: Monika Neubacher-Fesser)
- Wer muht denn da?, Ravensburg 2005 (Illustrationen: Monika Neubacher-Fesser)
- Willst du mein Freund sein?, Ravensburg 2005 (Illustrationen: Anna Weller)
- Zwei Freunde für immer, Ravensburg 2005 (Illustrationen: Anne-Marie Frisque)
- Frohe Ostern! wünscht das Häschen, Ravensburg 2006 (Illustrationen: Angela Wiesner)
- Guck mal, wer da bellt!, Ravensburg 2006 (Illustrationen: Johanna Ignjatovič)
- Guck mal, wer da hoppelt!, Ravensburg 2006 (Illustrationen: Johanna Ignjatovič)
- Guck mal, wer da knabbert!, Ravensburg 2006 (Illustrationen: Johanna Ignjatovič)
- Guck mal, wer da schlummert!, Ravensburg 2006 (Illustrationen: Johanna Ignjatovič)
- Ein Hund für eine Woche, Wien [u. a.] 2006 (Illustrationen: Mathias Weber)
- Leonie und ihre Kuscheldecke, Hamburg 2006 (Illustrationen: Sabine Kraushaar)
- Lissi und Bobo halten zusammen, Wien [u. a.] 2006 (Illustrationen: Barbara Korthues)
- Meine kleine Schwester, Ravensburg 2006 (Illustrationen: Ruth Scholte van Mast)
- Meine liebsten Bauernhoftiere, Ravensburg 2006 (Illustrationen: Kristina Steffens)
- Meine liebsten Weihnachtsgeschichten, Illustrationen: Zora, Ravensburg 2006
- Meine schönsten Weihnachtsgeschichten, Illustrationen: Zora, Ravensburg 2006
- Prinzessin will ich sein!, Ravensburg 2006 (Illustrationen: Susanne Szesny)
- Sankt Martin, Gießen 2006 (Illustrationen: Monika Zünd)
- Tatütata, die Feuerwehr ist da!, Ravensburg 2006 (Illustrationen: Christian Zimmer)
- Wann fängt bloß die Schule an?, Ravensburg 2006 (Illustrationen: Dagmar Geisler)
- Welche Farbe siehst du hier?, Ravensburg 2006 (Illustrationen: Kerstin M. Schuld)
- Ahoi, kleiner Pirat, Ravensburg 2007 (Illustrationen: Susanne Szesny)
- 1 und 2 und dann kommt 3, Ravensburg 2007 (Illustrationen: Kerstin M. Schuld)
- Immer für dich da!, Ravensburg 2007 (Illustrationen: Ana Weller)
- Der kleine Zappel-Felix, Wien [u. a.] 2007 (Illustrationen: Manfred Tophoven)
- Loni und ihr Schnuller, Wien [u. a.] 2007 (Illustrationen: Sabine Kraushaar)
- Mein schönstes Uhrenbuch, Bernau 2007 (Illustrationen: Sigrid Büsch)
- Minnis kleiner Weihnachtsstern, München 2007 (Illustrationen: Ana-Maria Weller)
- Wenn die Ostersonne lacht ..., Ravensburg 2007 (Illustrationen: Maria Wissmann)
- Entdecke die vielen Fahrzeuge!, Ravensburg 2008 (Illustrationen: Klaus Bliesener)
- Franz von Assisi, Wien [u. a.] 2008 (Illustrationen: Monika Zünd)
- Frohe Ostern, kleiner Hase!, Ravensburg 2008 (Illustrationen: Angela Wiesner)
- Heute kommt der Weihnachtsmann, Ravensburg 2008 (Illustrationen: Ruth Scholte van Mast)
- Katze, Hund und Entenkind, Ravensburg 2008 (Illustrationen: Amrei Fechner)
- Komm, wir gehn ins Märchenland, Ravensburg 2008 (Illustrationen: Betina Gotzen-Beek)
- Mein erstes Buch vom Alten Testament, Wien [u. a.] 2008 (Illustrationen: Hans-Günther Döring)
- Miau, miau, ich bin müde!, Ravensburg 2008 (Illustrationen: Katja Senner)
- Oink, oink, wo ist deine Mama?, Ravensburg 2008 (Illustrationen: Katja Senner)
- Quak, quak, ich habe Hunger!, Ravensburg 2008 (Illustrationen: Katja Senner)
- Spiel mit, kleines Schäfchen!, Ravensburg 2008 (Illustrationen: Ana Weller)
- Viele, viele Weihnachtssterne!, Ravensburg 2008 (Illustrationen: Kerstin M. Schuld)
- Was ist los auf dem Bauernhof?, Ravensburg 2008 (zusammen mit Wolfgang Metzler)
- Was passiert auf dem Bauernhof?, Ravensburg 2008 (Illustrationen: Monika Neubacher-Fesser)
- Wau, wau, wer spielt mit mir?, Ravensburg 2008 (Illustrationen: Katja Senner)
- Wenn der Mond am Himmel wacht, Ravensburg 2008 (Illustrationen: Marlis Scharff-Kniemeyer)
- Wo bleibst du, kleiner Engel?, Ravensburg 2008 (Illustrationen: Antje Flad)
- Wunderschöne Weihnachten, Bernau 2008 (Illustrationen: Georgia)
- 1, 2, 3 und 4 – welche Zahlen lernst du hier?, Ravensburg 2009 (Illustrationen: Rike Janßen)
- Es singt und klingt zur Weihnachtszeit, Ravensburg 2009 (Illustrationen: Gerlinde Wiencirz)
- Ich bin groß und du bist klein, Ravensburg 2009 (Illustrationen: Regine Altegoer)
- Kleine Bildergeschichten von Nik, München 2009
- Laterne, Laterne, da oben leuchten die Sterne, Ravensburg 2009 (Illustrationen: Dagmar Geisler)
- Leonie und ihr Schnuller, Hamburg 2009 (Illustrationen: Sabine Kraushaar)
- Mein erstes Geschichtenbuch, Ravensburg 2009 (Illustrationen: Katja Senner)
- Mein kleiner rosa Schmetterling, Ravensburg 2009 (Illustrationen: Antje Flad)
- Abenteuer mit Hexe Hilla, Hamburg 2010 (Illustrationen: Betina Gotzen-Beek)
- Aschenputtel, Ravensburg 2010 (Illustrationen: Markus Zöller)
- Dornröschen, Ravensburg 2010 (Illustrationen: Markus Zöller)
- Frau Holle, Ravensburg 2010 (Illustrationen: Markus Zöller)
- Mein erstes Buch vom Neuen Testament, Wien [u. a.] 2010 (Illustrationen: Hans-Günther Döring)
- Meine liebsten Hasen- und Ostergeschichten, München 2010 (Illustrationen: Ida Bohatta)
- Sisi, Wien [u. a.] 2010 (Illustrationen: Monika Zünd)
- Die Weihnachtsgeschichte, München 2010 (Illustrationen: Marlis Scharff-Kniemeyer)
- Bagger, Laster und viel mehr ..., Ravensburg 2011 (Illustrationen: Peter Nieländer)
- Beppo sucht seine Mama, München 2011 (Illustrationen: Corina Beurenmeister)
- Gut gemacht, kleiner Osterhase!, Illustrationen: Zora, München 2011
- Manu Maus kennt schon die Farben, München 2011 (Illustrationen: Eva Spanjardt)
- Meine ersten Reime, Lieder und Geschichten, Ravensburg 2011 (Illustrationen: Marlis Scharff-Kniemeyer)
- Meine schönsten Gutenachtgeschichten, München 2011 (Illustrationen: Ida Bohatta)
- Mit Blaulicht und Tatütata, Ravensburg 2011
- Neue Bildergeschichten von Nik, München 2011 (Illustrationen: Regine Altegoer)
- Alle meine Tiere, München 2012 (Illustrationen: Gabriele dal Lago)
- Bei uns im Kindergarten, Ravensburg 2012 (Illustrationen: Clara Suetens)
- Erste Sachen, München 2012 (Illustrationen: Gabriele dal Lago)
- Gute Nacht, München 2012 (Illustrationen: Gabriele dal Lago)
- Meine Fahrzeuge, München 2012 (Illustrationen: Gabriele dal Lago)
- Schlaf gut, träum schön!, Ravensburg 2012 (Illustrationen: Marlis Scharff-Kniemeyer)
- Wann ist endlich Weihnachten?, München 2012 (Illustrationen: Dorothea Cüppers)
- Mein erstes Zähl- und Suchbuch, Ravensburg 2013 (Illustrationen: Rike Janßen)
- Der Mond ist aufgegangen, Ravensburg 2013 (Illustrationen: Ulises Wensell und Paloma Wensell)
- Willi Maulwurf und andere Tiergeschichten, München 2013

#### Übersetzungen
- Nicola Killen: Tom und Timmi ... richtig dicke Freunde!, München 2013

### Sachbuch
- Entstehung und Entwicklung fremdvölkischer Eigenviertel im Stadtorganismus. Ein Beitrag zum Problem d. "primären" Viertelsbildung. Dissertation v. 22. Juli 1959. Frankfurter geographische Hefte; Jg. 33/34. [1959]/1960